# Sabre V4
La Sabre V4 è una motocicletta da competizione che ha partecipato alla stagione 2001 del motomondiale nella classe 500.
Il progetto prendeva la base da quello della ROC Yamaha che aveva gareggiato nella stessa classe nel motomondiale 1995 (progetto simile anche a quello della ELF 500 ROC).

## Competizioni
Il progetto nasce in quanto il team Sabre Sport, che aveva corso nel 2000 con una Honda bicilindrica, non era riuscito ad ottenere da un altro costruttore una moto a quattro cilindri e dunque aveva deciso di costruirne una di propria produzione: dotata di un propulsore a due tempi della Yamaha YZR500, venne condotta durante la stagione 2001 dal pilota svedese Johan Stigefelt conquistando un totale di 6 punti e il quinto posto finale nella classifica costruttori.
L'ultima sporadica apparizione della moto sotto le insegne della scuderia omonima avvenne nel 2002 in una gara non valida per il motomondiale disputata a Macao.
La stessa motocicletta apparve ancora in gara in tre Gran Premi del motomondiale 2003 nella classe MotoGP, sotto le insegne del team Harris WCM e con alla guida lo spagnolo David de Gea, dopo che la motocicletta con cui il team aveva iniziato la stagione venne squalificata. Vista l'ormai evidente superiorità in gara dei motori a quattro tempi da 1.000cm³ rispetto a quelli a due tempi di cilindrata dimezzata del tipo che equipaggiava la Sabre, il pilota non riuscì a conquistare alcun punto durante l'annata.